# Salwator Bartosik
Salwator Witold Bartosik OFM (ur. 19 czerwca 1967 w Przeworsku) – polski duchowny katolicki, bernardyn.

## Życiorys
Ukończył Wyższe Seminarium Duchowne oo. Bernardynów w Kalwarii Zebrzydowskiej. W 1993 przyjął święcenia kapłańskie z rąk abpa Mariana Jaworskiego.
W 2005 został mianowany Gwardianem Klasztoru oo. Bernardynów i Proboszczem Parafii pw. Niepokalanego Poczęcia Najświętszej Maryi Panny w Łęczycy. Funkcję tę pełnił do 2011. W tym czasie podjął działania związane z remontem klasztoru i kościoła. Pozyskał fundusze umożliwiające wymianę okien, remont zabytkowych organów oraz montaż instalacji przeciwpożarowej, a także malowanie zewnętrznej elewacji obiektu. Zainicjował koncerty muzyczne odbywające się w łęczyckim kościele bernardynów.
29 września 2010 Uchwałą Nr LXI/439/10 Rady Miasta Łęczyca nadano tytuł Honorowego Obywatela Miasta Łęczyca o. Salwatorowi Bartosikowi. Uroczystość wręczenia Honorowego Obywatelstwa miała miejsce 3 maja 2011.
Od 1 lipca 2011 pełnił funkcję wikariusza Parafii bernardyńskiej w Łodzi. W 2014 został mianowany gwardianem klasztoru i proboszczem parafii pw. Matki Bożej Różańcowej w Żurawiczkach koło Przeworska. W 2017 roku decyzją władz Zakonu został przeniesiony do klasztoru przy bazylice mniejszej Wniebowzięcia Najświętszej Maryi Panny w Rzeszowie.